# Seconda pratica
Seconda pratica (auch: Seconda prattica) ist ein musikhistorischer Begriff zu einer Kompositionsform Ende des 16. Jahrhunderts bzw. Anfang des 17. Jahrhunderts, die von der hergebrachten, in den Niederlanden zur Blüte gelangten Polyphonie der Renaissance abwich und mittels monoder Formen einen Vorrang der Textverständlichkeit erreichen wollte. Die Hauptentwicklung der Seconda pratica ist zwischen 1600 und 1630 anzusetzen.
Die Hinwendung zur Textverständlichkeit und damit die Vorherrschaft der menschlichen Stimme in einem in Musik übersetzten Sprechgestus gilt in den Vokalwerken als wesentlicher Übergang von der Renaissance zum Barock. Dies wurde erreicht durch stärker am Bedeutungsgehalt der Worte orientierter Phrasierung, durch am Textrhythmus orientierten rhythmischen Formen und Chromatik und Monodie.
Dagegen ist die als Prima pratica bezeichnete Form durch strenge Polyphonie, Kontrapunkt und reduzierte Chromatik, die den rein musikalischen Formen Vorrang geben, gekennzeichnet.
Hauptvertreter und Namensgeber der Seconda pratica war Claudio Monteverdi. Sein erbittertster Gegner war der Musiktheoretiker und Schriftsteller Giovanni Maria Artusi. Der Begriff Seconda pratica wird 1603 von Artusi verwendet und streng gegen als „modern“ gekennzeichnete Prima pratica abgrenzt, indem Artusi „Melodie“ ausschließlich polyphon versteht. Monteverdi nimmt den Begriff dann 1605 im Vorwort zu seinem fünften Madrigalbuch auf. 1607 verteidigt Giulio Cesare Monteverdi seinen Bruder gegen Angriffe Artusis: „Das Wort“, schreibt er, sei „die Herrin der Harmonie, nicht ihr Diener“.
Vorreiter der Seconda pratica waren der in Venedig tätige Cyprian de Rore und Marc’Antonio Ingegneri, Kapellmeister in Cremona und Lehrer Monteverdis. Sie verzichteten weitgehend auf den hergebrachten A-cappella-Stil und Kontrapunkt.
Weitere wichtige Entwickler der Seconda pratica waren Jacopo Peri (1561–1633), Vincenzo Galilei und Giulio Caccini, die den Kreis der Florentiner Camerata bildeten.
In Deutschland sind Hans Leo Hassler (1564–1612) und Melchior Franck (1580–1639) als Vertreter der Seconda pratica zu nennen.
Die Betonung des Textes ist auf die Affekte, die in ihm zum Ausdruck kommen, fixiert. Derart lehnte Monteverdi 1616 etwa einen Kompositionsauftrag Mantuas ab, da die Möglichkeit menschlicher Affekte nicht gegeben sei (Scipione Agnelli: Le nozze di Teti e Peleo).
Die Seconda pratica führte nicht nur zu einem neuen Stil im Madrigal, sondern ermöglichte auch das Aufkommen der Oper im Kreis der Florentiner Camerata und bei Monteverdi. Sie steht darin in enger Verbindung zur Tendenz der Zeit, an griechisch-römische Vorbilder anknüpfen zu wollen, indem das auf dem Text beruhende dramatisch expressive Moment stärker herausgestellt wird.
Im Vorwort seines 5. Madrigalbuches von 1605 kündigte Monteverdi ein eigenes Buch an mit dem Titel „Seconda pratica, overo perfettione della moderna musica“ („Zweite Praxis oder die Vollkommenheit/Vollständigkeit der modernen Musik“). Ein solches Buch ist nicht überliefert. Seine einzigen erhaltenen weiteren musiktheoretischen Reflexionen dazu finden sich in der Vorrede zu seinem 8. Madrigalbuch (1638), in der er erläutert und behauptet, er selbst habe mit der Erfindung eines bislang fehlenden „erregten Stils“ („genere concitato“) die Musik erst „vollständig“ bzw. „vollkommen“ gemacht.